# Matěj Václav Šteyer
Matěj Václav Šteyer (* 13. Februar 1630 in  Prag; † 7. September 1692 ebenda) war ein tschechischer  Jesuitenpater, Prediger, Pädagoge, Übersetzer und religiöser Schriftsteller. 
Šteyer gründete zusammen mit seiner Mutter Marie Šteyerová 1669 den Verlag des Heiligen Wenzel (Svatováclavské nakladatelství) und gab verschiedene gegenreformatorische Schriften heraus. Sein bekanntestes Werk ist das 1683 erstmals erschienene Böhmische Gesangbuch (Kancionál český), in das er überlieferte tschechische Kirchenlieder aufnahm. Des Weiteren verfasste er 1691 die Katholischen Postillen (Postily katolické) und die tschechische Grammatik Žáček (1667/68); er wirkte auch an der Übersetzung der St.-Wenzels-Bibel (Bible svatováclavské) auf Grundlage der Vulgata in das Tschechische mit.